# Tromsø Idrettslag 2011
Questa voce raccoglie le informazioni riguardanti il Tromsø Idrettslag nelle competizioni ufficiali della stagione 2011.

## Stagione
Il Tromsø lottò per buona parte del campionato per la vittoria finale, andata poi al Molde. Il club si classificò al secondo posto finale, a 5 punti dalla vetta, e conquistò un posto per l'Europa League 2012-2013. L'avventura in Coppa di Norvegia 2011 terminò al quarto turno, per mano dell'Alta, mentre quella nell'edizione stagionale dell'Europa League si concluse contro gli ungheresi del Paks, al secondo turno preliminare.
Mustafa Abdellaoue fu capocannoniere del campionato con 17 reti, mentre Sigurd Rushfeldt diventò il bomber più prolifico della storia della Tippeligaen con 172 gol.

## Maglie e sponsor
Lo sponsor tecnico per la stagione 2011 fu Puma, mentre lo sponsor ufficiale fu Sparebank. La divisa casalinga fu composta da una maglietta rossa con strisce bianche, pantaloncini e calzettoni bianchi. La divisa da trasferta fu invece di colore blu, con inserti bianchi.
| Casa | Trasferta |

## Rosa
| N. |                      | Ruolo | Calciatore              |
| -- | -------------------- | ----- | ----------------------- |
| 1  | Svezia (bandiera)    | P     | Marcus Sahlman          |
| 2  | Senegal (bandiera)   | D     | Serigne Kara            |
| 3  | Svezia (bandiera)    | D     | Fredrik Björck          |
| 4  | Norvegia (bandiera)  | D     | Ludvig Rinde            |
| 7  | Finlandia (bandiera) | D     | Miika Koppinen          |
| 9  | Norvegia (bandiera)  | A     | Steffen Nystrøm         |
| 10 | Norvegia (bandiera)  | A     | Sigurd Rushfeldt        |
| 11 | Norvegia (bandiera)  | C     | Ruben Yttergård Jenssen |
| 12 | Norvegia (bandiera)  | P     | Steffen Andreassen      |
| 13 | Norvegia (bandiera)  | P     | Espen Isaksen           |
| 14 | Norvegia (bandiera)  | D     | Hans Norbye             |
| 15 | Norvegia (bandiera)  | C     | Magnus Andersen         |
| 16 | Norvegia (bandiera)  | D     | Hans Åge Yndestad       |
| 17 | Norvegia (bandiera)  | C     | Remi Johansen           |
| 19 | Norvegia (bandiera)  | C     | William Frantzen        |

| N. |                     | Ruolo | Calciatore             |
| -- | ------------------- | ----- | ---------------------- |
| 20 | Somalia (bandiera)  | A     | Mohammed Ahamed        |
| 21 | Norvegia (bandiera) | C     | Thomas Drage           |
| 22 | Senegal (bandiera)  | D     | Saliou Ciss            |
| 23 | Senegal (bandiera)  | C     | El Hadj Sega Ngom      |
| 23 | Norvegia (bandiera) | D     | Tore Reginiussen       |
| 24 | Austria (bandiera)  | D     | Dominique Taboga       |
| 26 | Senegal (bandiera)  | C     | Vieux Sané             |
| 26 | Norvegia (bandiera) | D     | Tom Høgli              |
| 27 | Norvegia (bandiera) | C     | Lars Henrik Andreassen |
| 28 | Norvegia (bandiera) | A     | Håkon Kjæve            |
| 30 | Norvegia (bandiera) | A     | Mustafa Abdellaoue     |
| 35 | Svezia (bandiera)   | P     | Robin Malmqvist        |
| 44 | Norvegia (bandiera) | C     | Thomas Holm            |
| 99 | Norvegia (bandiera) | A     | Simen Møller           |

## Calciomercato

### Sessione invernale(dal 01/01 al 31/03)
| Acquisti | Acquisti           | Acquisti     | Acquisti   |
| R.       | Nome               | da           | Modalità   |
| -------- | ------------------ | ------------ | ---------- |
| P        | Steffen Andreassen | Tromsdalen   | definitivo |
| P        | Robin Malmqvist    | Halmstad     | prestito   |
| D        | Tore Reginiussen   | Schalke 04   | prestito   |
| C        | Magnus Andersen    | Alta         | definitivo |
| A        | Mustafa Abdellaoue | Vålerenga    | prestito   |
| A        | Steffen Nystrøm    | Strømsgodset | definitivo |

| Cessioni | Cessioni         | Cessioni | Cessioni   |
| R.       | Nome             | a        | Modalità   |
| -------- | ---------------- | -------- | ---------- |
| P        | Mads Toppel      |          | svincolato |
| D        | Kevin Larsen     |          | svincolato |
| C        | Stevan Bates     | FK Baku  | definitivo |
| C        | Helge Haugen     |          | svincolato |
| C        | Mads Reginiussen | Ranheim  | prestito   |
| A        | George Mourad    |          | svincolato |

### Sessione estiva(dal 01/08 al 31/08)
| Acquisti | Acquisti          | Acquisti | Acquisti |
| R.       | Nome              | da       | Modalità |
| -------- | ----------------- | -------- | -------- |
| C        | Thomas Holm       | Molde    | prestito |
| C        | Vieux Sané        | Diambars | prestito |
| C        | El Hadj Sega Ngom | Alta     | prestito |

| Cessioni | Cessioni         | Cessioni     | Cessioni      |
| R.       | Nome             | a            | Modalità      |
| -------- | ---------------- | ------------ | ------------- |
| D        | Tom Høgli        | Club Bruges  | definitivo    |
| D        | Tore Reginiussen | Schalke 04   | fine prestito |
| D        | Dominique Taboga | Kapfenberger | definitivo    |
| A        | Isak Krogstad    | Tromsdalen   | definitivo    |
| A        | Mohammed Ahamed  | Sarpsborg 08 | prestito      |
| A        | Simen Møller     | Strømmen     | prestito      |

## Risultati

### Tippeligaen

#### Girone di andata
| Arbitro: | Hafsås |

|                         |           |  |
| Drage 50’ Rushfeldt 90’ | Marcatori |  |

| Arbitro: | Skjerven (Kaupanger) |

|                     |           |                       |
| Diouf 17’ Angan 56’ | Marcatori | 3’ Rushfeldt 59’ Kara |

| Arbitro: | Døvle |

|                              |           |  |
| Abdellaoue 72’ Rushfeldt 78’ | Marcatori |  |

| Sogndal 17 aprile 2011, ore 18:00 4ª giornata | Sogndal         | 0 – 0 referto | Tromsø | Fosshaugane Campus (2.806 spett.)\| Arbitro: \| Berntsen (Vang) \| |
| Arbitro:                                      | Berntsen (Vang) |               |        |                                                                    |

| Arbitro: | Staberg |

|                                |           |               |
| Fevang 65’ (aut.) Johansen 68’ | Marcatori | 78’ Andersson |

| Arbitro: | Hagen (Grue) |

|               |           |          |
| Konradsen 33’ | Marcatori | 45’ Kara |

| Arbitro: | Edvartsen (Hamar) |

|                            |           |                  |
| Abdellaoue 37’ Nystrøm 90’ | Marcatori | 21’ Hoås 90’ Røn |

| Arbitro: | Berntsen (Vang) |

|                          |           |             |
| Kara 42’, 45’ Björck 74’ | Marcatori | 80’ Nevland |

| Arbitro: | Kjensli |

|            |           |  |
| Jääger 51’ | Marcatori |  |

| Arbitro: | Moen (Haugesund) |

|                                          |           |  |
| Rushfeldt 37’, 75’, 82’ Høgli 90’ (rig.) | Marcatori |  |

| Arbitro: | Skjerven (Kaupanger) |

|                       |           |  |
| Nielsen 42’ Zajić 79’ | Marcatori |  |

| Arbitro: | Staberg |

|                |           |  |
| Abdellaoue 30’ | Marcatori |  |

| Arbitro: | Berntsen (Vang) |

|                                                  |           |          |
| Fredheim Holm 5’ Björck 89’ (aut.) Skjelbred 90’ | Marcatori | 32’ Kara |

| Arbitro: | Skjerven (Kaupanger) |

|                                           |           |                                |
| Reginiussen 10’ Björck 52’ Abdellaoue 90’ | Marcatori | 17’, 29’ Diskerud 21’ Pálmason |

| Arbitro: | Hagen (Grue) |

|  |           |                                 |
|  | Marcatori | 34’ Abdellaoue 90’ (rig.) Drage |

#### Girone di ritorno
| Arbitro: | Skjerven (Kaupanger) |

|                                              |           |          |
| Nystrøm 15’ Andersen 22’ Abdellaoue 49’, 68’ | Marcatori | 1’ Zajić |

| Arbitro: | Helgerud (Lier) |

|                                        |           |                             |
| Omoijuanfo 79’ Igiebor 80’, 87’ (rig.) | Marcatori | 23’ Andersen 48’ Abdellaoue |

| Arbitro: | Edvartsen (Hamar) |

|               |           |  |
| Rushfeldt 81’ | Marcatori |  |

| Arbitro: | Hafsås |

|                       |           |                |
| Andersson 9’ Gyan 25’ | Marcatori | 84’ Abdellaoue |

| Arbitro: | Hagen (Grue) |

|                                                |           |           |
| Yttergård Jenssen 3’ Rushfeldt 51’ Nystrøm 75’ | Marcatori | 77’ Myrie |

| Arbitro: | Skjerven (Kaupanger) |

|                   |           |                |
| Austin 23’ (rig.) | Marcatori | 45’ Abdellaoue |

| Arbitro: | Edvartsen (Hamar) |

|                            |           |                                               |
| Andersson 36’ Pálmason 42’ | Marcatori | 29’ Andersen 59’, 82’ Abdellaoue 62’ Johansen |

| Arbitro: | Sælen (Bergen) |

|                       |           |  |
| Ciss 40’ Andersen 90’ | Marcatori |  |

| Arbitro: | Øvrebø (Oslo) |

|                                             |           |                   |
| Storbæk 27’ Fevang 48’ (rig.) Samuelsen 90’ | Marcatori | 16’ (aut.) Fevang |

| Arbitro: | Edvartsen (Hamar) |

|  |           |                       |
|  | Marcatori | 30’ Forren 36’ Berget |

| Arbitro: | Johansen |

|  |           |                            |
|  | Marcatori | 57’ Abdellaoue 77’ Nystrøm |

| Tromsø 23 ottobre 2011, ore 18:00 27ª giornata | Tromsø | 0 – 0 referto | Sogndal | Alfheim Stadion (3.772 spett.)\| Arbitro: \| Døvle \| |
| Arbitro:                                       | Døvle  |               |         |                                                       |

| Arbitro: | Skjerven (Kaupanger) |

|                   |           |              |
| Đurđić 79’ (rig.) | Marcatori | 51’ Koppinen |

| Arbitro: | Sandmoen |

|                                  |           |             |
| Rushfeldt 8’, 65’ Abdellaoue 79’ | Marcatori | 69’ Bakenga |

| Arbitro: | Hagen (Grue) |

|          |           |                                                     |
| Hoff 68’ | Marcatori | 4’, 50’, 79’ Abdellaoue 64’, 89’ Drage 80’ Andersen |

### Coppa di Norvegia
| Arbitro: | Sørensen |

|                                  |           |                                                                          |
| Kosiah 9’ Johansen 20’ Solli 25’ | Marcatori | 10’ Andersen 13’ Johansen 40’ Ahamed 48’, 65’ Abdellaoue 80’ Reginiussen |

| Arbitro: | Sørensen |

|  |           |                                      |
|  | Marcatori | 57’ Ahamed 62’ Reginiussen 79’ Drage |

| Arbitro: | Døvle |

|                         |           |  |
| Abdellaoue 6’, 66’, 71’ | Marcatori |  |

| Arbitro: | Helgerud (Lier) |

|             |           |  |
| Vasilev 27’ | Marcatori |  |

### Europa League
| Arbitro: | Kovács |

|  |           |                                                                 |
|  | Marcatori | 26’ Johansen 31’, 60’ Andersen 47’ Yttergård Jenssen 72’ Ahamed |

| Arbitro: | Salmanov |

|                                  |           |              |
| Møller 12’ Tsintsadze 53’ (aut.) | Marcatori | 33’ Gongadze |

| Arbitro: | Capela |

|           |           |              |
| Vayer 57’ | Marcatori | 26’ Andersen |

| Arbitro: | Yildirim |

|  |           |                        |
|  | Marcatori | 59’, 77’ Kiss 62’ Böde |

## Statistiche

### Statistiche di squadra
| Competizione      | Punti | In casa | In casa | In casa | In casa | In casa | In casa | In trasferta | In trasferta | In trasferta | In trasferta | In trasferta | In trasferta | Totale | Totale | Totale | Totale | Totale | Totale | DR  |
| Competizione      | Punti | G       | V       | N       | P       | Gf      | Gs      | G            | V            | N            | P            | Gf           | Gs           | G      | V      | N      | P      | Gf     | Gs     | DR  |
| ----------------- | ----- | ------- | ------- | ------- | ------- | ------- | ------- | ------------ | ------------ | ------------ | ------------ | ------------ | ------------ | ------ | ------ | ------ | ------ | ------ | ------ | --- |
| Tippeligaen       | 53    | 15      | 9       | 5       | 1       | 32      | 17      | 15           | 8            | 2            | 5            | 22           | 21           | 30     | 15     | 8      | 7      | 56     | 34     | +22 |
| Coppa di Norvegia | -     | 1       | 1       | 0       | 0       | 3       | 0       | 3            | 2            | 0            | 1            | 9            | 4            | 4      | 3      | 0      | 1      | 12     | 4      | +8  |
| Europa League     | -     | 2       | 1       | 0       | 1       | 2       | 4       | 2            | 1            | 1            | 0            | 6            | 1            | 4      | 2      | 1      | 1      | 8      | 5      | +3  |
| Totale            | -     | 18      | 11      | 5       | 2       | 37      | 21      | 20           | 11           | 3            | 6            | 37           | 26           | 38     | 20     | 9      | 9      | 76     | 43     | +33 |

### Statistiche dei giocatori
| Giocatore            | Tippeligaen | Tippeligaen | Tippeligaen | Tippeligaen | Coppa di Norvegia | Coppa di Norvegia | Coppa di Norvegia | Coppa di Norvegia | Europa League | Europa League | Europa League | Europa League | Totale   | Totale | Totale      | Totale     |
| Giocatore            | Presenze    | Reti        | Ammonizioni | Espulsioni  | Presenze          | Reti              | Ammonizioni       | Espulsioni        | Presenze      | Reti          | Ammonizioni   | Espulsioni    | Presenze | Reti   | Ammonizioni | Espulsioni |
| -------------------- | ----------- | ----------- | ----------- | ----------- | ----------------- | ----------------- | ----------------- | ----------------- | ------------- | ------------- | ------------- | ------------- | -------- | ------ | ----------- | ---------- |
| M. Abdellaoue        | 29          | 17          | 0           | 0           | 3                 | 5                 | 0                 | 0                 | 3             | 0             | 0             | 0             | 35       | 22     | 0           | 0          |
| M. Ahamed            | 9           | 0           | 0           | 0           | 4                 | 2                 | 0                 | 0                 | 4             | 1             | 0             | 0             | 17       | 3      | 0           | 0          |
| M. Andersen          | 26          | 5           | 1           | 0           | 4                 | 1                 | 0                 | 0                 | 4             | 3             | 0             | 0             | 34       | 9      | 1           | 0          |
| L. Andreassen        | 0           | 0           | 0           | 0           | 0                 | 0                 | 0                 | 0                 | 0             | 0             | 0             | 0             | 0        | 0      | 0           | 0          |
| S. Andreassen        | 0           | 0           | 0           | 0           | 0                 | 0                 | 0                 | 0                 | 0             | 0             | 0             | 0             | 0        | 0      | 0           | 0          |
| F. Björck            | 30          | 2           | 0           | 0           | 3                 | 0                 | 0                 | 0                 | 4             | 0             | 0             | 0             | 37       | 2      | 0           | 0          |
| S. Ciss              | 20          | 1           | 4           | 1           | 2                 | 0                 | 0                 | 0                 | 4             | 0             | 1             | 0             | 26       | 1      | 5           | 1          |
| T. Drage             | 30          | 4           | 1           | 0           | 3                 | 1                 | 0                 | 0                 | 4             | 0             | 0             | 0             | 37       | 5      | 1           | 0          |
| W. Frantzen          | 1           | 0           | 0           | 0           | 0                 | 0                 | 0                 | 0                 | 1             | 0             | 0             | 0             | 2        | 0      | 0           | 0          |
| T. Høgli             | 10          | 1           | 0           | 0           | 4                 | 0                 | 0                 | 0                 | 0             | 0             | 0             | 0             | 14       | 1      | 0           | 0          |
| T. Holm              | 11          | 0           | 1           | 0           | 0                 | 0                 | 0                 | 0                 | 0             | 0             | 0             | 0             | 11       | 0      | 1           | 0          |
| E. Isaksen           | 0           | 0           | 0           | 0           | 0                 | 0                 | 0                 | 0                 | 0             | 0             | 0             | 0             | 0        | 0      | 0           | 0          |
| R. Johansen          | 29          | 2           | 2           | 0           | 4                 | 1                 | 0                 | 0                 | 4             | 0             | 0             | 0             | 37       | 3      | 2           | 0          |
| S. Kara              | 26          | 5           | 6           | 0           | 2                 | 0                 | 1                 | 0                 | 4             | 0             | 0             | 0             | 32       | 5      | 7           | 0          |
| H. Kjæve             | 1           | 0           | 0           | 0           | 0                 | 0                 | 0                 | 0                 | 0             | 0             | 0             | 0             | 1        | 0      | 0           | 0          |
| M. Koppinen          | 21          | 1           | 2           | 0           | 2                 | 0                 | 0                 | 0                 | 0             | 0             | 0             | 0             | 23       | 1      | 2           | 0          |
| R. Malmqvist         | 6           | 0           | 0           | 0           | 2                 | 0                 | 0                 | 0                 | 3             | 0             | 0             | 0             | 11       | 0      | 0           | 0          |
| S. Møller            | 1           | 0           | 0           | 0           | 2                 | 0                 | 0                 | 0                 | 4             | 1             | 1             | 0             | 7        | 1      | 1           | 0          |
| H. Norbye            | 16          | 0           | 0           | 0           | 2                 | 0                 | 0                 | 0                 | 4             | 0             | 0             | 0             | 22       | 0      | 0           | 0          |
| S. Nystrøm           | 24          | 4           | 0           | 0           | 4                 | 0                 | 0                 | 0                 | 4             | 0             | 0             | 0             | 32       | 4      | 0           | 0          |
| T. Reginiussen       | 10          | 1           | 0           | 0           | 4                 | 2                 | 0                 | 0                 | 0             | 0             | 0             | 0             | 14       | 3      | 0           | 0          |
| L. Rinde             | 4           | 0           | 0           | 0           | 0                 | 0                 | 0                 | 0                 | 1             | 0             | 0             | 0             | 5        | 0      | 0           | 0          |
| S. Rushfeldt         | 25          | 10          | 1           | 0           | 2                 | 0                 | 0                 | 0                 | 0             | 0             | 0             | 0             | 27       | 10     | 1           | 0          |
| M. Sahlman           | 26          | 0           | 2           | 0           | 2                 | 0                 | 0                 | 0                 | 1             | 0             | 0             | 0             | 29       | 0      | 2           | 0          |
| V. Sané              | 3           | 0           | 0           | 0           | 0                 | 0                 | 0                 | 0                 | 0             | 0             | 0             | 0             | 3        | 0      | 0           | 0          |
| E. Sega Ngom         | 3           | 0           | 0           | 0           | 0                 | 0                 | 0                 | 0                 | 0             | 0             | 0             | 0             | 3        | 0      | 0           | 0          |
| D. Taboga            | 0           | 0           | 0           | 0           | 0                 | 0                 | 0                 | 0                 | 0             | 0             | 0             | 0             | 0        | 0      | 0           | 0          |
| H. Yndestad          | 27          | 0           | 1           | 0           | 3                 | 0                 | 0                 | 0                 | 3             | 0             | 0             | 0             | 33       | 0      | 1           | 0          |
| R. Yttergård Jenssen | 29          | 1           | 3           | 0           | 4                 | 0                 | 0                 | 0                 | 4             | 1             | 0             | 0             | 37       | 2      | 3           | 0          |